# Logrosán
Logrosán ist ein westspanischer Ort und eine Gemeinde mit 1.903 Einwohnern (Stand: 2024) in der Provinz Cáceres in der Autonomen Gemeinschaft Extremadura. Er gehört zum – auch von der UNESCO anerkannten – Geopark Villuercas-Ibores-Jara.

## Lage und Klima
Der ca. 475 m hoch gelegene Bergort Logrosán liegt in der nur dünn besiedelten Sierra de Villuercas etwa 95 km (Fahrtstrecke) südöstlich von Cáceres. Das bedeutende Kloster Guadalupe befindet sich etwa 30 km nordöstlich. Die spanische Hauptstadt Madrid ist gut 250 km in nordöstlicher Richtung entfernt. Das Klima ist gemäßigt bis warm; Regen (ca. 750 mm/Jahr) fällt überwiegend im Winterhalbjahr.

## Bevölkerungsentwicklung
| Jahr      | 1857 | 1900 | 1950 | 2000 | 2021 |
| Einwohner | 3237 | 4460 | 6581 | 2492 | 1944 |

Die Mechanisierung der Landwirtschaft sowie die Aufgabe bäuerlicher Kleinbetriebe („Höfesterben“) haben sich seit den 1950er Jahren nachteilig auf die Einwohnerzahl der Gemeinde ausgewirkt.

## Wirtschaft
Das Gemeindegebiet besteht größtenteils aus bewaldetem Bergland; auf den landwirtschaftlich genutzten Flächen in den Tallagen wird sowohl Ackerbau als auch Viehzucht betrieben. Olivenbäume und sogar Wein werden ebenfalls angebaut; die Lage gehört zum Weinbaugebiet Ribera del Guadiana. In den ersten Jahrzehnten des 21. Jahrhunderts ist die Solarenergie (Photovoltaik) als Einnahmequelle hinzugekommen.

## Geschichte
Aus prähistorischer Zeit ist die Stele von Solana de Cabañas zu erwähnen. römische und westgotische Spuren fehlen hingegen und auch die Mauren hinterließen nur wenige Zeugnisse ihrer Anwesenheit. Die Region um Trujillo wurde seit dem Jahr 1133 wiederholt von christlichen Heeren angegriffen, doch gelang die endgültige Rückeroberung (reconquista) erst in den Jahren um 1230 unter Alfons IX. von León.

## Sehenswürdigkeiten

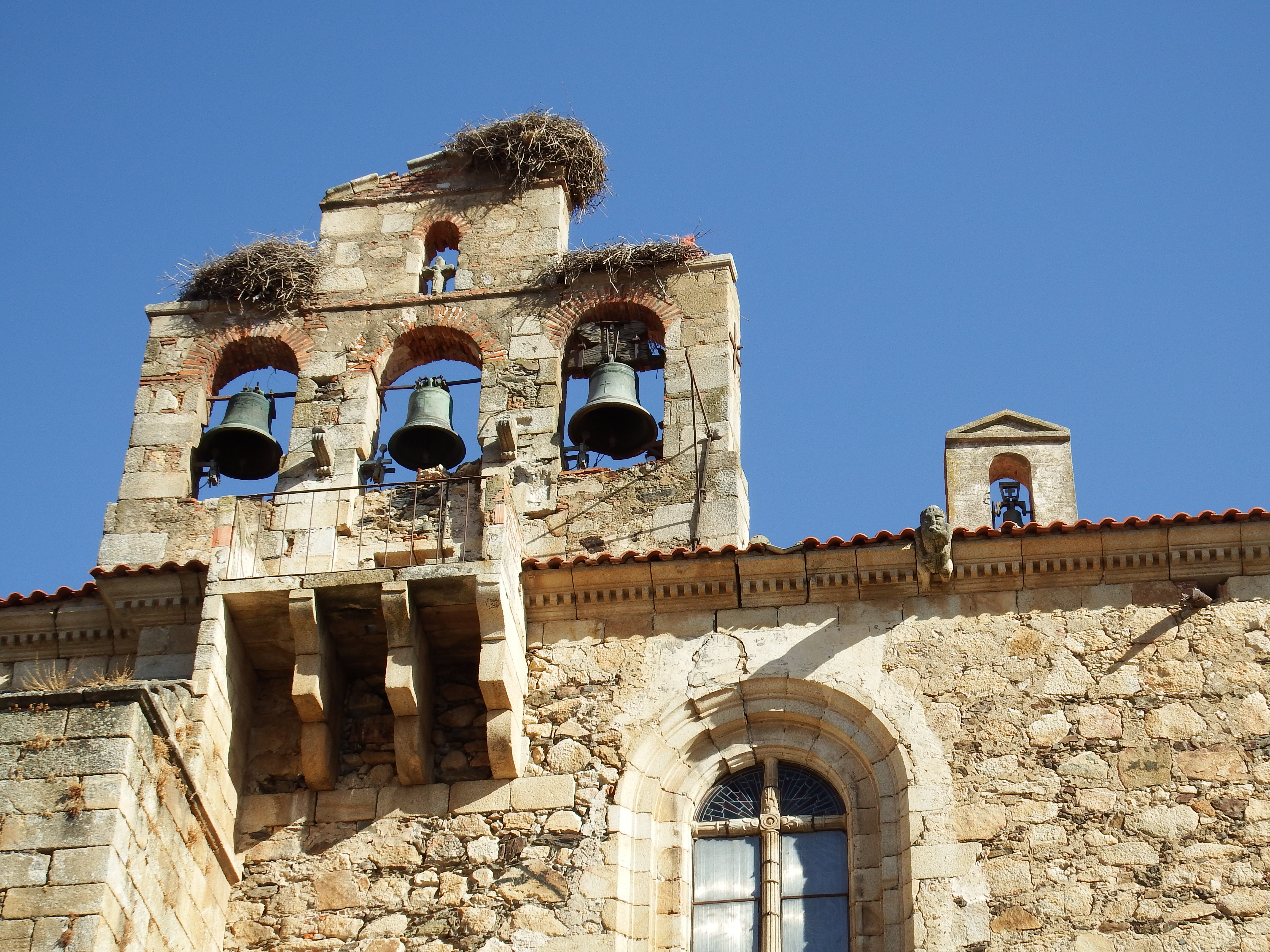
Iglesia de San Mateo – Glockengiebel

- Die Iglesia de San Mateo sollte im 15. Jahrhundert vergrößert werden, doch nur der Chorbereich ist fertig geworden und beeindruckt im Innern mit schönen spätgotischen Sterngewölben. Die Apsiskalotte ist mit zahlreichen Gewölberippen unterlegt; darunter befindet sich ein üppig gestalteter Barockaltar. Gegenüber dem Chor wirkt das dreischiffige Langhaus eher gedrungen. Die Kirche wird von einem dreigeteilten Glockengiebel (espadaña) überhöht.[5]
- Am Ortsrand steht eine Gerichtssäule (rollo) mit oktogonalem Querschnitt aus dem 18. Jahrhundert.[6]
- Etwa 500 m südlich des Ortszentrums befindet sich die dreischiffige Ermita de la Virgen del Consuelo.[7]
- Am Ortseingang befindet sich eine langgestreckte und mit Quellwasser gespeiste Viehtränke (abrevadero), die den Frauen auch als Waschplatz diente.

Umgebung
- Ca. 3 km westlich des Ortes quert eine sogenannte „Römerbrücke“ (in Wahrheit ist sie mittelalterlich) einen Bachlauf (arroyo).